# Goldwater-Nichols Act

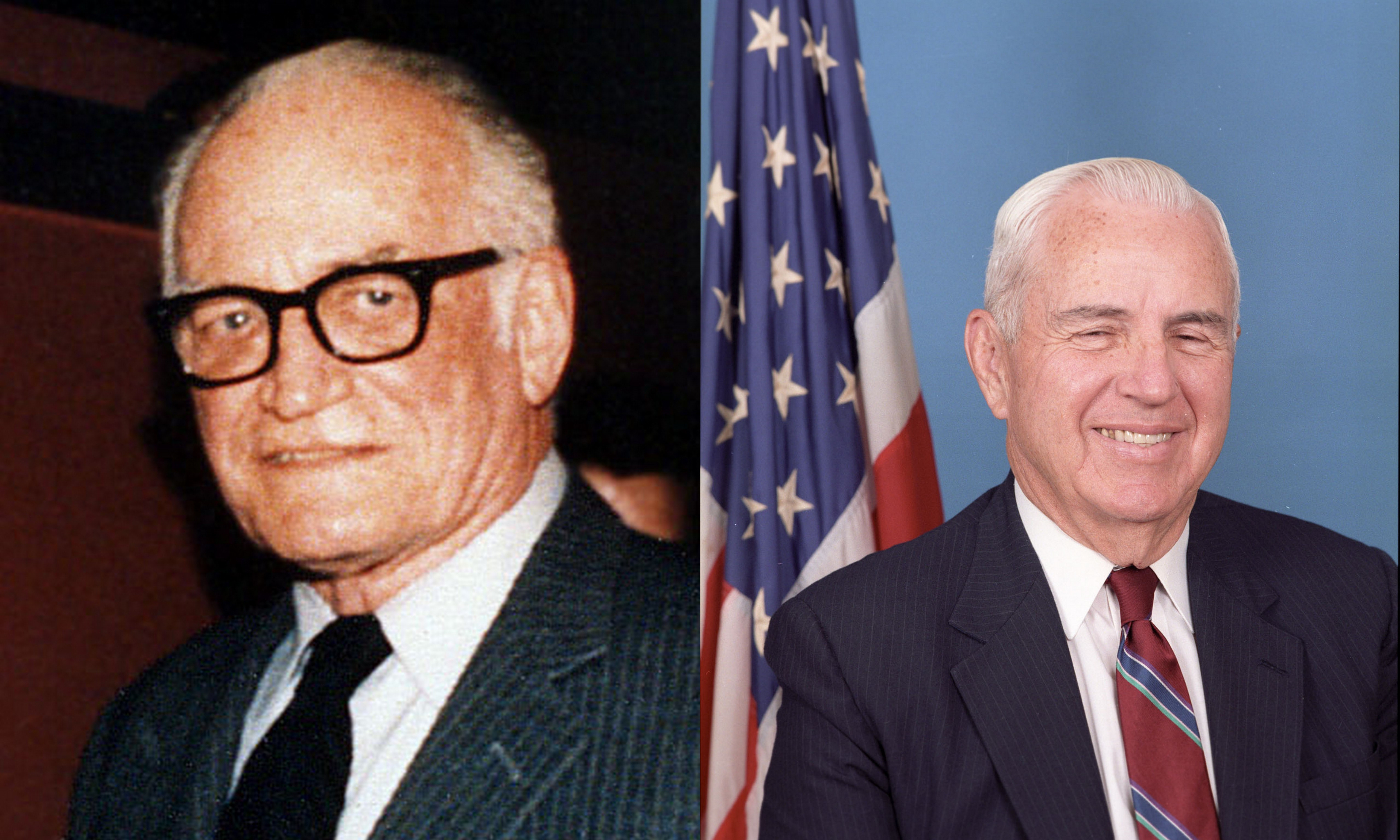
Sénateur Barry Goldwater et Représentant William Flynt Nichols, les co-sponsors du Goldwater–Nichols Act de 1986

Le Goldwater-Nichols Act (de son libellé complet Goldwater-Nichols Department of Defense Reorganization Act de 1986 - PL 99-433) est une loi du Congrès des États-Unis votée en 1986 qui réorganise en profondeur le département de la Défense des États-Unis, en fixant le processus de commandement lors des opérations militaires engagées par le département de la Défense. L'ordre initial émane du président des États-Unis via le Secrétaire de la Défense et s'adresse directement aux commandants interarmées de combat (Unified Combatant Commanders). Le comité des États-majors interarmes (Joint Chiefs of Staff) n'entre pas dans ce processus : il a simplement un rôle de conseil.
Le Goldwater-Nichols Act de 1986 a complètement réorganisé la structure de commandement des forces armées US par le changement d’organisation le plus important depuis la création de l’US Air Force en tant qu’entité indépendante en 1947 et le National Security Act de la même année.
Le Goldwater-Nichols Act a été voté par 383 voix contre 27 par la Chambre des représentants et par 95 voix contre 0 par le Sénat.
La loi a été signée par le président Ronald Reagan le 1er octobre 1986. Elle doit son nom au sénateur Barry Goldwater et au député Bill Nichols qui l'ont présentée.

## Genèse du Goldwater-Nichols Act
Le Goldwater-Nichols Act résulte des graves problèmes que les rivalités interservices avaient causés durant les opérations militaires dans les années 1970 et 1980. Ceux-ci étaient apparus durant la guerre du Viêt Nam et le même type de problèmes avait contribué à l’échec catastrophique de la mission de sauvetage des otages américains en Iran, libérés le 19 janvier 1981. Un autre exemple évident aura été l’invasion de la Grenade en 1983.
Jusqu’à 1947, il y avait deux canaux indépendants de commandement dont l'origine était le président, l’un via le Secrétaire de la Navy pour les forces navales et l’autre via le Secrétaire à la Guerre pour les forces terrestres. Il y eut, durant la Seconde Guerre mondiale, de nombreux exemples où les rivalités interservices ont été la cause de dysfonctionnement. En 1947, toutes les Forces armées (en y incluant la toute nouvelle US Air Force) devaient rendre compte au seul Secrétaire de la Défense, ministre chargé du département de la Défense, un civil. Cependant, les Forces armées des États-Unis étaient encore organisées suivant des lignes de commandement qui rendaient compte à leurs chefs de service respectifs (chefs de l’US Army et de l’US Air Force, chefs des opérations navales). Ces responsables, à leur tour, constituaient le Comité des États-majors interarmes (Joint Chiefs of Staff). Le Comité des États-majors interarmes élisait un président pour communiquer avec le gouvernement civil. Le président du Comité des États-majors interarmes rendait compte au Secrétaire de la Défense, responsable civil des Forces armées. Le président du Comité des États-majors interarmes et le Secrétaire de la Défense rendaient compte, tous les deux à la fois, au président des États-Unis, commandant en chef de l'ensemble des forces armées US.
Ce système engendra des rivalités interservices tout à fait contre-productives. Les activités en temps de paix (telle que l'approvisionnement ou la création de concept, etc.) étaient adaptées pour chaque service isolément.  Plus grave, en temps de guerre, les activités de chaque service étaient planifiées, exécutées et évaluées indépendamment les unes des autres. Ces pratiques eurent pour résultat le morcellement des efforts, l’impossibilité de faire des économies d’échelle et d’empêcher le développement d’une doctrine  militaire  moderne.
Le concept d’AirLand Battle, à la fin des années 1970 et au début des années 1980 ne mit pas fin à la difficulté de coordonner les différentes branches des services. Ce concept tentait de synthétiser l’ensemble des capacités des services armés (terre, marine, air et espace) pour que l’action soit menée de manière cohérente face à l'ennemi.
La structure des forces armées américaines s’y opposait. L’invasion de la Grenade par les États-Unis en 1983 en fut une illustration supplémentaire. Même si les forces américaines prévalaient aisément, ses chefs exprimèrent leurs craintes, à la fois sur l’incapacité des différents services à se coordonner et à communiquer entre eux et, sur les conséquences d’un manque de coordination face à un ennemi plus menaçant.

## Caractéristiques du Goldwater-Nichols Act
Avec le Goldwater-Nichols Act, le conseil militaire est centralisé par le président du Comité des États-majors interarmes en opposition aux chefs des services. Il rend compte directement au président des États-Unis, au Secrétaire à la Défense et au Conseil National de la Sécurité (National Security Council). Le rôle de vice-président de l’État-major interarmes est lui aussi précisé ce qui simplifie la chaîne du commandement. Ceci accrut la capacité du président du Comité des États-majors interarmes à orienter une stratégie globale tout en fournissant une plus grande autorité de commandement aux commandants des domaines « unifiés » ou « spécifiques » : le président du Comité ne peut pas exercer une autorité opérationnelle directe sur les commandants des États-majors interarmes ou toute autre Force armée (section 152c du Goldwater-Nichols Act)
La loi Goldwater-Nichols a changé la nature de l'interaction entre les services : plutôt que de rendre compte à un chef de service, chaque service le fait à un responsable de commandement pour une fonction spécifique (Transport, Espace, Opérations spéciales) ou à une région géographique du monde (Europe, Moyen-Orient, etc.), par son commandant en chef (commander-in-chief, ou CINC - prononciation « sink »). Le commandant interarmes peut alors maîtriser toutes les ressources disponibles selon le concept AirLand Battle (ou ses successeurs). Cette restructuration permet de combiner les efforts, d'avoir un planning intégré, des ressources partagées et une réduction ou une élimination de la rivalité interservices entre les commandants. Ceci offre également une unité de commandement en adéquation avec la science militaire. Les services, pris individuellement, passent d'entités de combat à des unités d’organisation et de formation, responsables de leur préparation. Ainsi, le CENTCOM (Central Command) par exemple, peut se voir affecter des ressources aériennes, navales ou terrestres pour atteindre ses objectifs alors que, dans les mêmes conditions, l'action de services pris isolément se révèlerait inefficaces.
Des ressources mises en commun ont permis aux diverses branches de partager rapidement les avancées technologiques tels que les avions furtifs et les armes propres et d'offrir des avantages auxiliaires, tels que l'interopérabilité des radios entre services, ce qui était auparavant inconnu des militaires. Une mise en place commune des nouvelles technologies a permis un développement harmonieux de la doctrine de soutien.
Le premier test réussi du Goldwater-Nichols Act fut l'Invasion du Panama par les États-Unis en 1989 puis à grande échelle
la guerre du Golfe de 1991 (Tempête du désert) où tout a fonctionné comme prévu, permettant au général Norman Schwarzkopf d'avoir la maîtrise complète des ressources des différentes armes sans avoir à négocier avec chacun des services.
Le 29 octobre 2002, le Secrétaire d'État à la Défense, Donald Rumsfeld, décida que les commandants fonctionnels et régionaux ne soient plus appelés « CINC » mais « Commandants opérationnels » dans le cas des organisations régionales unifiées (par exemple, le CENTCOM) et « commandants » quand il s'agit d'unités « spécifiques » comme le STRATCOM. Rumsfeld était convaincu que l'usage du terme « CINC » avait une connotation défavorable pour le président des États-Unis, seul Commandant en Chef des Forces armées de par la constitution. Le changement de titre devait bel et bien clarifier le rôle des militaires vis-à-vis du gouvernement civil.